# Барби, Аличе
Мария Тереза Аличе Лаура Барби (итал. Maria Teresa Alice Laura Barbi, в России Алиса Генриховна Барби; 1 июня 1858, Модена — 9 сентября 1948, Рим) — итальянская певица, меццо-сопрано, исполнительница камерной музыки.
Училась музыке под руководством отца, учителя скрипки, в семь лет дебютировала как скрипачка. Обучалась в Болонской консерватории на курсе Карло Верарди.
В 1876 участвовала в «Первом Европейском дамском оркестре» Йозефины Аман-Вайнлих. Во время турне в Швеции и Голландии выступала в качестве солиста с оркестром. Затем училась вокалу в Болонье у Алессандро Бузи и во Флоренции у Луиджи Ваннуччини.
Первое публичное вокальное выступление состоялось 2 апреля 1882 года в Милане, где Барби исполнила четыре арии Генделя, Гайдна, Йоммелли и Россини. После этого выступила в концерте, данном Джованни Сгамбати в Квиринальском дворце в присутствии королевы Маргариты. В дальнейшем в основном гастролировала за границей: в России, Англии, германских странах, и более всего в Австрии, где её пением был очарован Брамс. В 1888 совершила большое турне по России, добравшись до Ташкента и Самарканда. В 1890 переехала в Вену и стала императорской камерной певицей.
Считалась одной из лучших камерных певиц своего времени, обладая меццо-сопрано широкого диапазона и нежного бархатистого тембра, и исполняя необычный для итальянки репертуар, включавший немецкие песни Шуберта и Брамса.
Князь Сергей Волконский, директор Императорских театров, ставил Барби на второе место после Александры Панаевой:

Это был тоже огонь, но какою-то внутреннею силою сдержанный. Она пела по-итальянски и по-немецки, пела огромный репертуар, но настоящий духовный воздух её музыкальной души были старые итальянцы — Монтеверди, Кальдара, Дуранте и другие. Эта удивительная старая музыка была тем руслом, в котором Алиса Барби могла показать и жар своей горячей итальянской крови, и строгость классических форм латинской расы. Впоследствии (…) она прибавила к своему репертуару много Шуберта и Брамса. (…) в ней было много внутреннего света, который преображал её; она обладала удивительным даром перевоплощения; она вся менялась в соответствии с тем, что пела.— Волконский С. М. Мои воспоминания, с. 145—146.
В 1893 в Дрездене Аличе Барби познакомилась с бароном Борисом фон Вольфом, русским придворным и чиновником министерства финансов, и вскоре объявила об окончании артистической карьеры. Прощальное выступление состоялось в Вене 20 декабря 1893, где ей аккомпанировал Брамс.

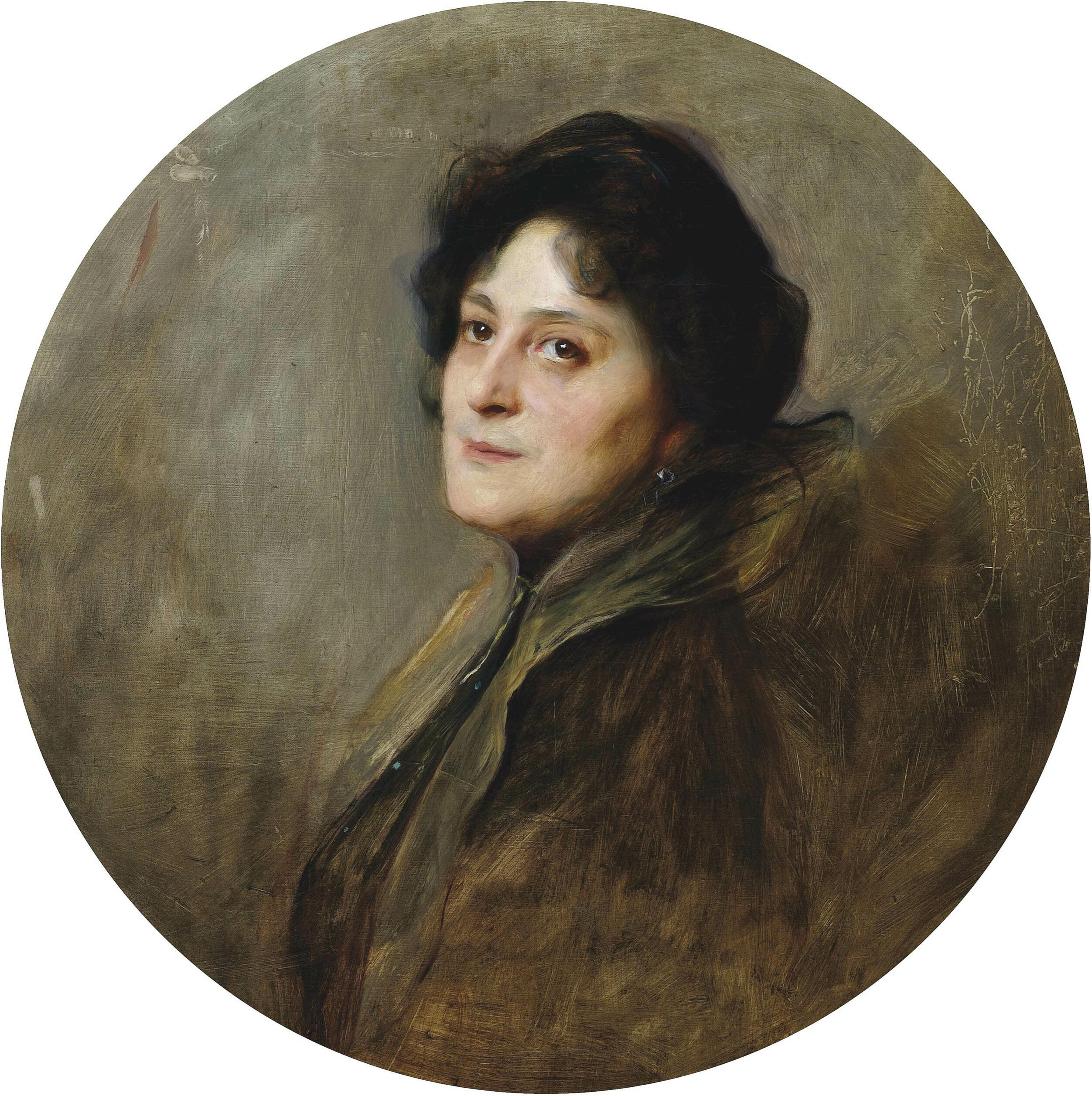
Филип де Ласло. Баронесса Алиса фон Вольф. 1901

30 января 1894 вышла замуж за Бориса фон Вольфа и переехала в Россию, где жила в Петербурге в Косом переулке и лифляндском поместье баронов Вольфов в Штомерзее (ныне Стамериенский дворец, в Латвии).

…в баронской среде, между чопорными старыми тетками мужа ей, горячей итальянке, кажется, бывало нелегко. В 1905 году она должна была спасаться от погромов и лесами и болотами пробираться до станции, которая от дому отстояла на восемьдесят верст.— Волконский С. М. Мои воспоминания, с. 146.
На сцену вернулась только один раз, дав два концерта в Вене и Будапеште в 1898, в память первой годовщины кончины Брамса.
В браке родились две дочери: Александра («Лиси»; 1894—1982) и Ольга («Лолетта»; 1896—1984).
После смерти Бориса, погибшего в марте 1917 в революционном Петрограде, 26 апреля 1920 вышла в Лондоне вторым браком за посла Италии, сицилийского аристократа Пьетро Томази делла Торетту, который в 1917—1918 занимался ликвидацией итальянского представительства в России.
В 1927 вернулась в Италию, где Пьетро стал сенатором, в 1944—1946 был последним президентом Королевского сената, затем сенатором итальянской республики.

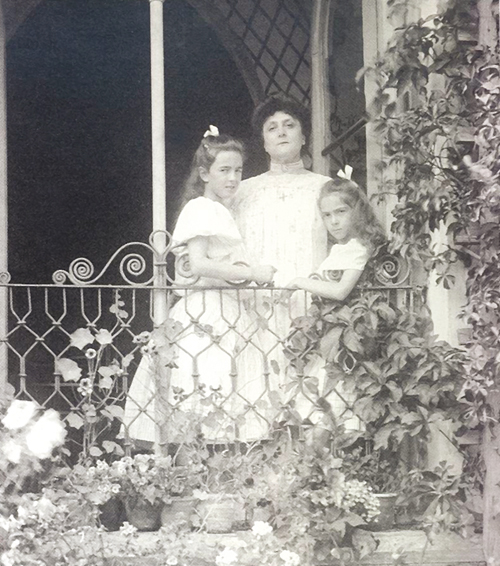
Алиса фон Вольф с дочерьми. Дворец Штомерзее. 1900-е годы

Старшая дочь баронесса Александра, известный психоаналитик, вышла в 1932 замуж за племянника своего отчима, писателя Джузеппе Томази ди Лампедузу. Тот не имел детей, и в 1957 муж Аличе унаследовал его титулы, став 13-м герцогом ди Пальма, 12-м князем ди Лампедуза, бароном Монтекьяро, испанским грандом 1-го класса и последним представителем мужской линии дома Томази ди Лампедуза.
Младшая дочь, — баронесса Ольга, вышла замуж за дипломата Аугусто Бьянкери-Кьяппори; сын от этого брака дипломат и писатель Борис Бьянкери (1930—2011) описал перипетии судеб своих предков и родственников в книгах «Балтийский янтарь» (1994), «Возвращение в Штомерзее» (2002) и «Пятое изгнание» (2006).